# George Moore
George Augustus Moore (24 de febrero de 1852-21 de enero de 1933) fue un novelista irlandés, escritor, poeta, crítico de arte, escritor de memorias y dramaturgo. Moore provenía de una familia católica. Originalmente quería ser pintor, por lo que en 1870 estudió arte en París. Allí, trabó amistad con muchos artistas y escritores franceses que habían alcanzado ya fama.
Como escritor naturalista, estuvo entre los primeros autores de habla inglesa que absorbieron los estilos de los realistas franceses y, en especial, influenciado por los trabajos de Émile Zola. Sus obras influyeron a James Joyce según el crítico de literatura y biógrafo Richard Ellmann, y, aunque la obra de Moore es en ocasiones vista como ajena a las literaturas irlandesa e inglesa, según otras opiniones ha de ser considerado como el primer gran novelista irlandés moderno.

## Biografía

### Primeros años
George Moore nació en Moore Hall, cerca de Lough Carra, Condado de Mayo. La casa fue construida por su bisabuelo paterno, quien también se llamaba George Moore, y que había hecho fortuna como fabricante de vinos en Alicante. El abuelo del novelista era amigo de Maria Edgeworth, y autor de An Historical Memoir of the French Revolution. Su tío abuelo, John Moore, fue presidente de la República de Connaught durante la Rebelión irlandesa de 1798. El padre del novelista, George Henry Moore, vendió su establo y su equipo de cacería durante la Gran hambruna irlandesa, y desde 1847 hasta 1857, sirvió como Miembro del Parlamento Independiente (MP) para Mayo en la Cámara de los Comunes del Reino Unido. George Henry fue renombrado como dueño de las tierras, luchó por los derechos de los inquilinos, y fue fundador de Catholic Defence Association. Su finca consistía en 5000 ha (50 km²) en mayo, con 40 ha más en el Condado de Roscommon.
Cuando era niño, Moore disfrutaba de las novelas de Walter Scott, que le eran leídas por su padre. Pasaba mucho tiempo fuera de su hogar con su hermano Maurice, haciendo amistad con el joven Willie y con Oscar Wilde que pasaba sus vacaciones de verano en las afueras de Moytura. Oscar, más tarde, diría en broma sobre Moore: "Cuida su educación cuando está en público". Su padre había vuelto a trabajar con la cría de caballos y en 1861 llevó a su equino campeón, Croagh Patrick, a Inglaterra para tener una exitosa temporada de carreras, junto con su esposa y su hijo de nueve años de edad. Por un tiempo, George fue dejado en los establos Cliff hasta que su padre decidió enviarlo con su alma mater, ayudado por sus victorias en las carreras. La educación formal de Moore fue en el St. Mary's College, una escuela católica cercana a Birmingham, donde era el más joven de un grupo de 150 muchachos. Pasó todo 1864 en su casa ya que estaba enfermo de una afección en los pulmones. Su rendimiento académico era pobre ya que no era feliz. En enero de 1865, regresó a St. Mary's College con su hermano Maurice, en donde se negó a estudiar y pasó su tiempo leyendo novelas y poemas. Ese diciembre el director, Spencer Northcote, escribió un informe en el que decía que "apenas sabía algo que decir sobre George". En el verano de 1867 fue expulsado, y regresó a Mayo. Su padre, en una ocasión, remarcó sobre George y su hermano Maurice: "Temía que esos dos muchachos pelirrojos fuesen estúpidos", observación que se probó que era falsa para los jóvenes.

### Londres y París
En 1868, el padre de Moore fue reelegido como Miembro del Parlamento en mayo y la familia se mudó a Londres al año siguiente. Allí, Moore padre intentó, sin éxito, que su hijo siguiera la carrera de militar. Sin embargo, George decidió asistir a la Escuela de Arte en el Museo South Kensington en donde sus logros no fueron mejores. Quedó libre de toda educación cuando falleció su padre, en 1870. Moore, quien todavía no era famoso, heredó la finca familiar, la cual estaba valuada en 3596 libras. Logró manejarla junto con su hermano Maurice y en 1873, tras hacerle caso a las opiniones de la mayoría, se mudó a París a estudiar arte. Le llevó mucho esfuerzo encontrar un artista que lo aceptase como alumno. Monsieur Jullian, quien había sido pastor y hombre de circo, lo aceptó por 40 francos al mes. En la Académie Jullian conoció a Lewis Weldon Hawkins, quien se convirtió en el compañero de casa de Moore y quien apareció, como un artista sin éxito, como uno de los personajes del novelista. Conoció a muchos de los artistas y escritores más importantes de ese tiempo, incluyendo a Pissarro, Degas, Renoir, Monet, Daudet, Mallarmé, Turgenev y, principalmente, a Zola, quien influyó al desempeño de Moore como escritor. 
Mientras aún estaba en París, en 1877, Moore publicó su primer libro, una colección de poemas llamada The Flowers of Passion. Los poemas eran poco originales y tuvieron malas críticas ya que los lectores moralistas se habían sentido ofendidos por su contenido. Fue obligado a regresar a Irlanda en 1880 a reunir 3000 libras para pagar las deudas que se habían acumulado en la finca familiar, ya que los inquilinos se negaban a pagar el arrendamiento y, además, los productos agropecuarios habían bajado de precio. Durante el tiempo que estuvo de regreso en mayo, obtuvo reputación como propietario de tierras, continuando con la tradición familiar de no desahuciar a los inquilinos y negándose a llevar armas de fuego cuando recorría la finca. Aún en Irlanda, decidió abandonar el arte y se mudó a Londres para convertirse en un escritor profesional. Allí publicó su segunda colección de poemas, Pagan Poems, en 1881. Las poesías reflejan su interés en el simbolismo y en la actualidad no tienen una gran aceptación.

### Controversia en Inglaterra

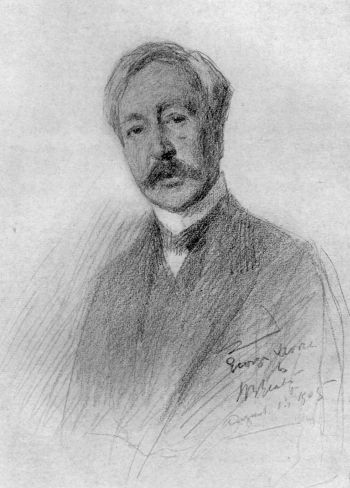
Dibujo de George Moore

Durante la década de 1880, Moore comenzó a trabajar en una serie de novelas de estilo realista. Su primera novela, A Modern Lover (1883) fue un trabajo de tres volúmenes, y trata sobre el mundo del arte de las décadas de 1870 y 1880, en el cual muchos personajes son reales. Las bibliotecas circulantes de Inglaterra prohibieron el libro por su representación explícita de las actividades amorosas del protagonista. En ese momento, las bibliotecas inglesas, tales como Mudie's Select Library, controlaban el mercado de ficción en el público, quien pagaba cuotas para tomar prestados sus libros, de los cuales se esperaba que cumpliesen con la moralidad que debían. Su siguiente libro, A Mummers Wife (1885) es ampliamente reconocido como la primera gran novela realista en lengua inglesa. Este trabajo también fue catalogado de inadecuado por Mudie's y W. H. Smith se negó a venderlo en sus negocios. A pesar de esto, durante su primer año de publicación el libro estaba en su decimocuarta edición, principalmente debido a la publicidad generada por sus oponentes. Tanto sus novelas posteriores A Modern Lover, A Mummers Wife y A Drama in Muslin, fueron prohibidas por Mudie's y Smith's. En respuesta, Moore le declaró la guerra a las bibliotecas, publicando panfletos provocadores; Literature at Nurse y Circulating Morals. En estos trabajos, se quejaba de que las bibliotecas se beneficiaban de la venta de ficción popular y rechazaban las novelas serias y con importancia literaria. 
El editor de los libros de Moore, Henry Vizetelly, comenzó a trabajar en traducciones de novelas realistas francesas de Zola que ponían en peligro la moral y la influencia comercial de las bibliotecas circulantes durante ese tiempo. En 1888, las bibliotecas circulantes contraatacaron alentando a la House of Commons a implementar leyes para detener 'la propagación rápida de literatura poco moral en este país'. Poco después, Vizetelly fue llevado a la corte por la National Vigilance Association (NVA) por 'difamación obscena'. Los cargos habían sido denunciados por la publicación de la traducción inglesa de La Terre, de Zola. Al año siguiente, fue llevado otro caso a la corte, en el cual se pedía remover todas las obras de Zola. Esto llevó al escritor de 70 años a ser una cause célèbre en el mundo literario. Pese a todo, Moore continuó siendo fiel al editor de Zola, y el 22 de septiembre de 1888, aproximadamente un mes antes del juicio, escribió una carta que apareció en el St. James Gazette. En ella, Moore sugería que era impropio que el destino de Vizetelly fuese determinado por un jurado de doce comerciantes, explicando que sería preferible que fuese juzgado por tres novelistas. Moore señaló que la NVA podría hacer los mismos reclamos a libros como Madame Bovary y Mademoiselle de Maupin de Gautier, ya que sus morales eran equivalentes a la de Zola, aunque sus méritos literarios podrían diferir.
Debido a su disposición de utilizar temas en sus libros tales como la prostitución, el sexo extramatrimonial y el lesbianismo, las novelas de Moore fueron inicialmente desaprobadas. Sin embargo, a medida que el gusto del público por la ficción realista fue cambiando, la desaprobación fue disminuyendo. Moore comenzó a tener éxito como crítico de arte con la publicación de libros tales como Impressions and Opinions (1891) y Modern Painting (1893), el cual fue el primer intento significativo de presentar a los impresionistas al público británico. A esta instancia, Moore ya podía vivir de las ganancias de su trabajo literario. 
Otras novelas realistas de Moore de este período incluyen A Drama in Muslin (1886), una historia satírica sobre el matrimonio en la sociedad anglo-irlandesa que trata sobre las relaciones entre personas del mismo sexo, a través de dos hijas solteras pertenecientes a la alta burguesía, y Esther Waters (1894), la historia de un ama de llaves que queda embarazada y es abandonada por su amante. Ambos libros estuvieron mucho tiempo en la imprenta antes de su primera publicación. Su novela de 1887 A Mere Accident es un intento de unir su simbolismo y sus influencias realistas. También publicó una colección de cuentos cortos, Celibates (1895).

### Dublín y el Resurgimiento Celta
En 1901, Moore regresó a Irlanda a vivir en Dublín tras la sugerencia de su primo y amigo, Edward Martyn. Martyn había estado involucrado en la cultura y los movimientos dramáticos de Irlanda por unos años, y había trabajado con lady Gregory y con William Butler Yeats para crear el Teatro Literario Irlandés. Moore pronto se involucró profundamente en este proyecto y en el Resurgimiento Literario Irlandés. Ya había escrito una obra, The Strike at Arlingford (1893), la cual era producida por el Teatro Independiente. La obra era el resultado de un desafío entre Moore y George Robert Sims sobre la crítica del primero a todas los autores contemporáneos, expresada en Impressions and Opinions. Moore ganó la apuesta de cien libras hecha por Sims de presenciar una obra "poco convencional" de Moore, aunque Moore insistió en que "poco convencional" no era la definición adecuada.
En el Teatro Literario Irlandés se llevó a cabo la comedia satírica The Bending of the Bough (1900), adaptada de The Tale of a Town, de Martyn, originalmente rechazada por el teatro pero que había sido otorgada a Moore para que la revisase, y Maeve, también de Martyn. Representada por la compañía que luego se convertiría en el Abbey Theatre, The Bending of the Bough fue una obra importante históricamente, ya que introdujo el realismo en la literatura irlandesa. Lady Gregory escribió que la obra "golpea imparcialmente en todo momento". La obra era una sátira de la vida política irlandesa, y era inesperadamente nacionalista, pero considerada la primera en tratar una pregunta vital que había aparecido en la vida irlandesa. Diarmuid and Grania, una obra poética en prosa coescrita con Yeats en 1901, también fue representada en el teatro. Después de esta producción, Moore dividió la compañía con el movimiento dramático.
Moore publicó dos libros de ficción en prosa en Irlanda por ese tiempo; un segundo libro de cuentos cortos, The Untilled Field (1903) y una novela, The Lake (1905). The Untilled Field trata el tema de la intromisión clerical en la vida cotidiana de la sociedad irlandesa, y también de la emigración. Las historias fueron escritas originalmente para ser traducidas a irlandés, para servir como modelos para otros escritores que trabajasen con ese idioma. Tres de las traducciones fueron publicadas en el New Ireland Review, pero la publicación fue posteriormente interrumpida debido a la percepción de un sentimiento anticlerical. En 1902 la colección completa fue traducida por Tadhg Ó Donnchadha y Pádraig Ó Súilleabháin, y publicada en una edición paralela de la Gaelic League con el título An-tÚr-Ghort. Moore, más tarde, revisó los textos para hacer la edición inglesa. Las historias fueron influenciadas por A Sportsman's Sketches de Turgenev, un libro que fue recomendado a Moore por W. K. Magee. Magee era un sub-bibliotecario de la Biblioteca Nacional de Irlanda, y había sugerido previamente que Moore "era el indicado para convertirse en el Turgenev de Irlanda". Las historias son reconocidas como unas de las más representativas del nacimiento de los cuentos cortos en Irlanda como género literario. Pueden incluso ser vistas como predecesoras de la colección Dublineses de Joyce, la cual tiene una temática similar, aunque está situada en un paisaje urbano. 
En 1903, tras un desacuerdo con su hermano Maurice sobre la educación religiosa de sus sobrinos, Moore se declaró a sí mismo como protestante. Su conversión fue anunciada en una carta publicada en el periódico Irish Times. Moore continuó viviendo en Dublín hasta 1911. En 1914, publicó una colección de sus memorias de tres volúmenes, bajo el nombre colectivo de Hail and Farewell, la cual entretuvo a sus lectores pero enfureció a sus antiguos amigos. Moore dijo en sus memorias que "Dublín está ahora dividida en dos sectores; una mitad tiene miedo de lo que dirá en el libro, y la otra de lo que no dirá".

### Últimos años
Moore regresó a Londres, en donde, con la excepción de viajes frecuentes a Francia, pasaría el resto de su vida. En 1913, viajó a Jerusalén para investigar datos sobre su próxima novela, The Brook Kerith (1916). Este libro volvió a generar controversia, ya que estaba basado en la suposición de que un Cristo no-divino no había muerto en la cruz, sino que había sido tratado hasta recuperar su salud. En The Brook Kerith, Jesús había viajado finalmente a la India para adquirir sabiduría. Otros libros de este período incluyen una colección de cuentos cortos llamada A Storyteller's Holiday (1918), una colección de ensayos titulada Conversations in Ebury Street (1924) y una obra teatral, The Making of an Immortal (1927). Moore también pasó un tiempo considerable revisando y preparando sus escritos para una edición única. 
En parte gracias a la política de pro-tratado de Maurice Moore, el Moore Hall fue quemado por organismos anti-tratados en 1923, durante la guerra civil irlandesa. Moore finalmente recibió una compensación de 7000 libras del gobierno del Estado Libre Irlandés. En esa época, George y Maurice se habían separado, principalmente debido a un retrato poco favorecedor del último, que había aparecido en Hail and Farewell. La tensión entre ellos también se había visto incrementada por el apoyo activo de Maurice a la Iglesia católica, para la cual hacía donaciones frecuentemente con los fondos monetarios de la finca. Moore, posteriormente, vendió gran parte de la finca a la Irish Land Commission en 25 000 libras. 
Moore trabó amistad con muchos otros miembros de la comunidad artística expatriada en Londres y París y tuvo un romance muy largo con lady Maud Cunard. Moore tuvo un interés especial en la educación de la hija de Maud, la editora y patrocinadora de arte Nancy Cunard, y fue sugerido que Moore, en lugar del esposo de Maud, sir Bache Cunard, era el padre de Nancy. Gertrude Stein menciona a Moore en su The Autobiography of Alice B. Toklas (1933), describiéndolo como un "bebé de Mellon's Food muy próspero". 
La última novela de Moore, Aphroditis in Aulis, fue publicada en 1930. Tres años más tarde, en 1933, contrajo uremia y falleció en su hogar en Ebury Street, en el distrito londinense de Pimlico. Al morir, dejó una fortuna de 80 000 libras, de lo cual nada fue recibido por su hermano. Fue cremado en Londres y la urna que contiene sus cenizas fue enterrada en el Castle Island en Lough Carra, cercano a las ruinas del Moore Hall.

## Obras
- Flowers of Passion Londres: Provost & Company, 1878
- Martin Luther: A Tragedy in Five Acts Londres: Remington & Company, 1879
- Pagan Poems Londres: Newman & Company, 1881
- A Modern Lover Londres: Tinsley Brothers, 1883
- A Mummer's Wife Londres: Vizetelly & Company, 1885
- Literature at Nurse Londres: Vizetelly & Company, 1885
- A Drama in Muslin Londres: Vizetelly & Company, 1886
- A Mere Accident Londres: Vizetelly & Company, 1887
- Parnell and His Island Londres; Swan Sonnershein Lowrey & Company, 1887
- Confessions of a Young Man Swan Sonnershein Lowrey & Company, 1888
- Spring Days Londres: Vizetelly & Company, 1888
- Mike Fletcher Londres: Ward & Downey, 1889
- Impressions and Opinions Londres; David Nutt, 1891
- Vain Fortune Londres: Henry & Company, 1891
- Modern Painting Londres: Walter Scott, 1893
- The Strike at Arlingford Londres: Walter Scott, 1893
- Esther Waters Londres: Walter Scott, 1894. En España, publicado por Editorial Belvedere en 2008, ISBN 978-84-936533-1-6
- Celibates Londres: Walter Scott, 1895
- Evelyn Innes Londres: T. Fisher Unwin, 1898
- The Bending of the Bough Londres: T. Fisher Unwin, 1900
- Sister Theresa Londres: T. Fisher Unwin, 1901
- The Untilled Field Londres: T. Fisher Unwin, 1903, volumen de cuentos en el que se incluyó The Wedding Feast («El banquete de boda»), incluido, precedido de nota biográfica, en la pág. 467 ss de la antología Cuando se abrió la puerta. Cuentos de la Nueva Mujer (1882-1914), Alba Editorial, Clásica maior, 2008, ISBN 978-84-8428-418-5.
- The Lake Londres: William Heinemann, 1905
- Memoirs of My Dead Life Londres: William Heinemann, 1906
- The Apostle: A Drama in Three Acts Dublín: Maunsel & Company, 1911
- Hail and Farewell Londres: William Heinemann, 1911, 1912, 1914
- The Apostle: A Drama in Three Acts Dublín: Maunsel & Company, 1911
- Elizabeth Cooper Dublín: Maunsel & Company, 1913
- Muslin Londres: William Heinemann, 1915
- The Brook Kerith: A Syrian Story Londres: T. Warner Laurie, 1916
- Lewis Seymour and Some Women Nueva York: Brentano's, 1917
- A Story-Teller's Holiday Londres: Cumann Sean-eolais na hEireann (impreso en privado), 1918
- Avowels Londres: Cumann Sean-eolais na hEireann (impreso en privado), 1919
- The Coming of Gabrielle Londres: Cumann Sean-eolais na hEireann (impreso en privado), 1920
- Heloise and Abelard Londres: Cumann Sean-eolais na hEireann (impreso en privado), 1921
- In Single Strictness Londres: William Heinemann, 1922
- Conversations in Ebury Street Londres: William Heinemann, 1924
- Pure Poetry: An Anthology Londres: Nonesuch Press, 1924
- The Pastoral Loves of Daphnis and Chloe Londres: William Heinemann, 1924
- Daphnis and Chloe, Peronnik the Fool Nueva York: Boni & Liveright, 1924
- Ulick and Soracha Londres: Nonesuch Press, 1926
- Celibate Lives Londres: William Heinemann, 1927
- The Making of an Immortal Nueva York: Bowling Green Press, 1927
- The Passing of the Essenes: A Drama in Three Acts Londres: William Heinemann, 1930
- Aphrodite in Aulis Nueva York: Fountain Press, 1930
- A Communication to My Friends Londres: Nonesuch Press, 1933
- Diarmuid and Grania: A Play in Three Acts Coescrito con W. B. Yeats, editado por Anthony Farrow, Chicago: De Paul, 1974

Cartas
- Moore Versus Harris Detroit: impresa en privado, 1921
- Letters to Dujardin Nueva York: Crosby Gaige, 1929
- Letters of George Moore Bournemouth: Sydenham, 1942
- Letters to Lady Cunard Ed. Rupert Hart-Davis. Londres: Rupert Hart-Davis, 1957
- George Moore in Transition Ed. Helmut E. Gerber, Detroit: Wayne State University Press, 1968